# Alvanite
L'alvanite è un minerale.